# Тоньон, Омеро
Омеро Тоньон (итал. Omero Tognon) (3 марта, 1924, Падуя, Италия — 23 августа, 1990, Порденоне, Италия) — итальянский футболист. По завершении игровой карьеры — футбольный тренер. В качестве игрока прежде всего известен выступлениями за клуб «Милан», а также национальную сборную Италии. Двукратный чемпион Италии.

## Клубная карьера
В профессиональном футболе дебютировал в 1945 году выступлениями за «Милан», сыграл за «россонери» ещё 11 сезонов игровой карьеры. Большинство времени, проведенного в составе «Милана», был основным игроком команды. За это время дважды завоевывал титул чемпиона Италии.
Завершил профессиональную игровую карьеру в клубе «Порденоне», за которую выступал в течение 1956—1958 годов.

## Карьера за сборную
В 1949 году дебютировал в официальных матчах в составе национальной сборной Италии. За сборную сыграл лишь 14 матчей. В составе сборной был участником чемпионатов мира 1950 и 1954 годов.

## Тренерская карьера
Начал тренерскую карьеру, вернувшись в футбол после небольшого перерыва, в 1965 году, возглавив тренерский штаб клуба «Верона». В дальнейшем возглавлял команды клубов «Ареццо», «Равенна», «Пиза» и «Кротоне» .
Последним местом тренерской работы был клуб Серии C «Клодиазоттомарина», которую Тоньон возглавлял в качестве главного тренера до 1974 года.

## Достижения
- Чемпион Италии: 1950/51, 1954/55
- Обладатель Латинского кубка: 1951
- Бронзовый призёр Латинского кубка: 1955